# سیارک ۲۹۲۵۲
سیارک ۲۹۲۵۲ (به انگلیسی: 29252 Konjikido، نامگذاری:1993BY2)۲۹۲۵۲مین سیارک کشف شده‌است که در ۲۵ ژانویه ۱۹۹۳ کشف شد.